# Vladimir III Mstislavitj
Vladimir III av Kiev, född okänt år, död 1173, var en monark (storfurste) av Kiev mellan 1171 och 1171. 